# Mystacomyoidea spinosa
Mystacomyoidea spinosa är en tvåvingeart som beskrevs av Guimaraes 1966. Mystacomyoidea spinosa ingår i släktet Mystacomyoidea och familjen parasitflugor. Inga underarter finns listade i Catalogue of Life.